# Black Girls Rock!
Black Girls Rock! — щорічна американська нагорода, якою вшановують чорношкірих жінок за досягнення у різноманітних сферах: музика, розваги, медицина, бізнес тощо. Заснована у 2007 році фотомоделлю та ді-джеєм Беверлі Бонд. З 2010 року церемонія нагородження транслюється на телеканалі BET.

## Лауреати

### 2007
- Creative Visionary Award  –  Міссі Еліот[1]
- DJ Jazzy Joyce Award  –  DJ Diamond Cuts[1]
- Corporate Award  –  Сильвія Рон[1]

### 2008
- Rock Star Award  –  Еріка Баду[2]
- Monument Award  –  Ніколь та Валері Белл[2]
- Shot Caller Award  –  Бетанн Гардісон[2]
- Fashionista Award  –  Джун Емброуз[2]
- Living Legend Award  –  Пем Грієр[2]
- Social Humanitarian Award  –  Іман[2]
- Become Legendary Award  –  Ейпріл Голмс[2]

### 2009
- Community Service Award  –  др. Мегрет Мандефро[3]
- Fashionista Award  –  Наомі Кемпбелл[3]
- Who Got Next Award  –  Жанель Моне[3]
- Jazzy Joyce DJ Award  –  DJ Spinderella[3]
- Young, Gifted and Black Award  –  Рейвен-Сімоне[3]
- Living Legend Award  –  др. Соня Санчес[3]
- Shot Caller Award  –  Iyanla Vanzant[3]
- Rock Star Award  –  Куїн Латіфа[3]
- Icon Award  –  Мері Джей Блайдж[3]

### 2010
- Young, Gifted & Black Award  –  Рейвен-Сімоне[4]
- Visionary Award  –  Міссі Еліот[4]
- Who Got Next? Award  –  Кеке Палмер[4]
- Shot Caller Award  –  Тереза Кларк[4]
- Living Legend Award  –  Рубі Ді[4]
- Trailblazer Award  –  генерал-майор Марселіта Гарріс[4]
- Motivator Award  –  Rev. Dr. Iyanla Vanzant[4]

### 2011
- Young, Black & Gifted Award  –  Татяна Алі[5]
- Star Power Award  –  Тараджі Генсон[5]
- Shot Caller Award  –  Лорел Річі[5]
- Living Legend Award  –  Ширлі Цезар[5]
- Icon Award  –  Анджела Девіс[5]
- Trailblazer Awards  –  Імані Волкер та Маліка Саада Саар[5]

### 2012
- Rock Star Award  –  Аліша Кіз[6]
- Young Gifted and Black Award  –  Жанель Моне[6]
- Star Power Award  –  Керрі Вашингтон[6]
- Living Legend Award  –  Діонн Ворвік[6]
- Inspiration Award  –  Сюзен Тейлор[6]
- Social Humanitarian Award  –  др. Гава Абді, др. Деко Могамед і др. Аміна Могамед[6]

### 2013
- Rock Star Award  –  Куїн Латіфа[7]
- Young, Gifted & Black Award  –  Місті Коупланд[7]
- Star Power Award  –  Вінус Вільямс[7]
- Living Legend Award  –  Патті Лабелль [7]
- Social Humanitarian Award  –  Меріен Райт Едельман[7]
- Community Activist Award  –  Аміна Метьюс[7]

### 2015
- Rock Star Award  –  Еріка Баду[8]
- Shot Caller Award  –  Ава Дюверней[8]
- Star Power Award  –  Джада Пінкетт-Сміт[8]
- Living Legend Award  –  Сіселі Тайсон[8]
- Social Humanitarian Award  –  др. Гелене Гейл[8]
- Change Agent Award  –  Надія Лопес[8]

### 2016
- Rock Star Celebrant  –  Ріанна[9]
- Shot Caller Celebrant  –  Шонда Раймс[9]
- Young, Gifted and Black Celebrant  –  Амандла Стенберг[9]
- Star Power Celebrant  –  Данай Гуріра[9]
- Living Legend Celebrant  –  Гледіс Найт[9]
- Community Change Agent Celebrants  –  Алісія Гарза, Патріс Каллорс та Опал Тометі[9]

### 2017
- Rock Star Celebrant  –  Соланж Ноулз[9]
- Shot Caller Celebrant  –  Сюзен Шанк[9]
- Social Humanitarian Celebrant  –  Максін Вотерс[9]
- Star Power Celebrant  –  Ісса Рей[9]
- Living Legend Celebrant  –  Роберта Флек[9]
- Community Change Agent Celebrants  –  Наталі і Дерріка Вільсон[9]

### 2018
- Rock Star Celebrant  –  Джанет Джексон[9]
- Star Power Award  –  Мері Блідж[9]
- Living Legend Award  –  Джудіт Джеймісон[9]
- Black Girl Magic  –  Наомі Кемпбелл[9]
- Shot Caller Award  –  Ліна Уейт[9]
- Community Change Agent Award  –  Тарана Берк[9]